# Liste der Saurierparks

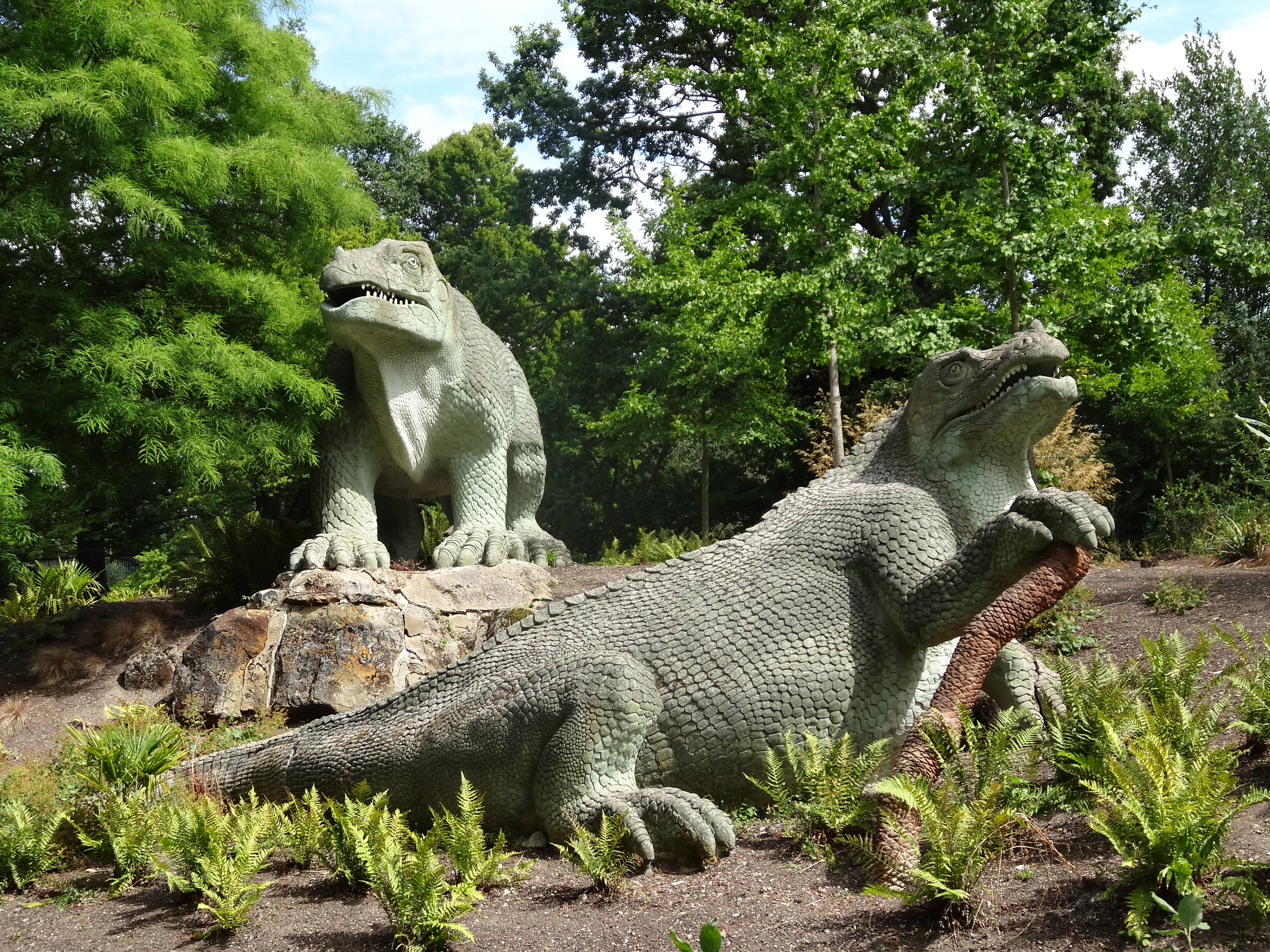
Dinosaurier im Dinosaur Court, dem ältesten Saurierpark

Als ein Saurierpark wird meist eine Parkanlage bezeichnet, in der mehrere lebensgroße Plastiken von urzeitlichen Tieren (vor allem Dinosauriern) stehen. Der erste Saurierpark weltweit war 1854 der Dinosaur Court in London.

## Europa

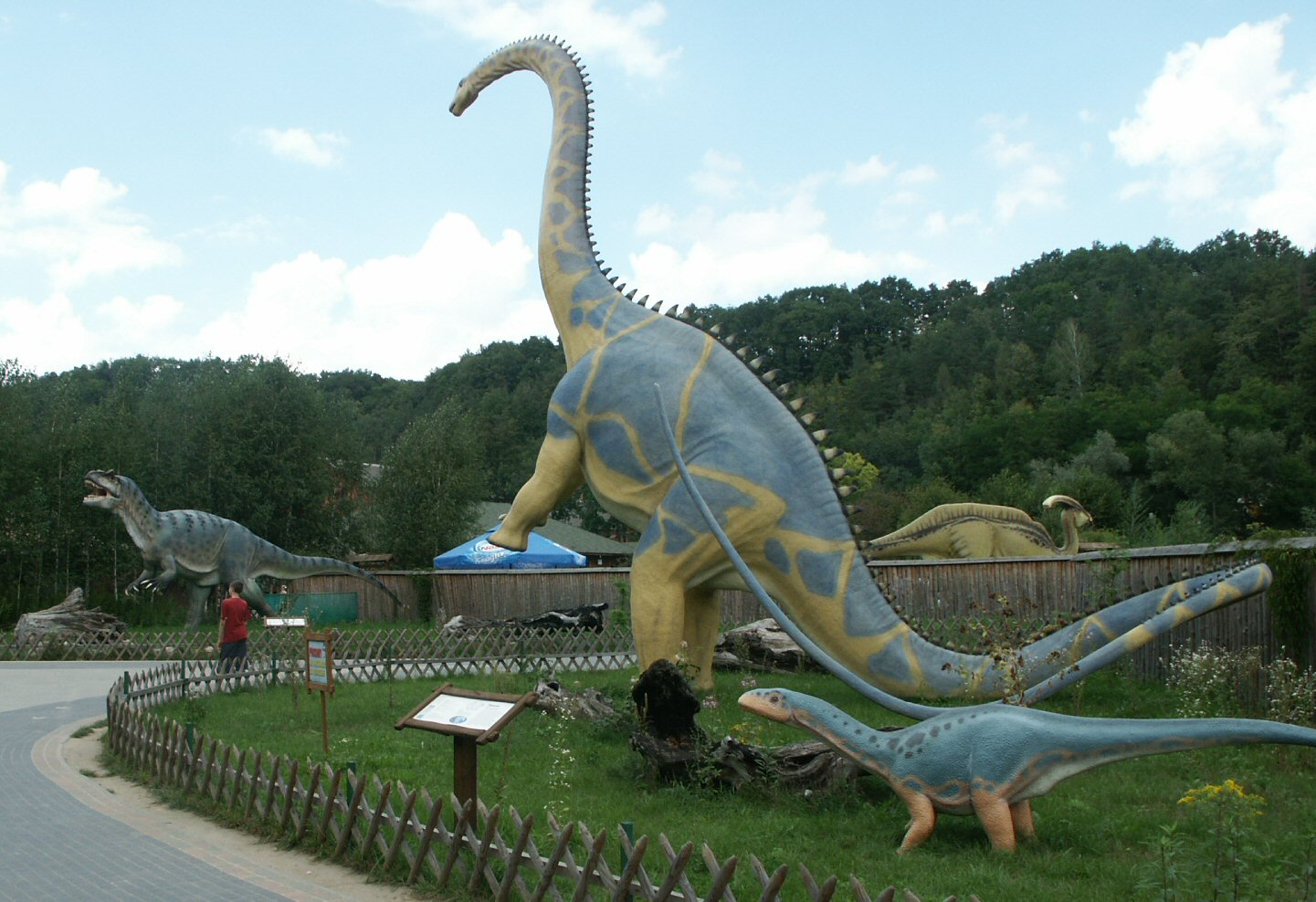
Diplodocus und Allosaurus im Bałtów Jurassic Park

### Deutschland
- Saurierpark Kleinwelka, Deutschland
- Tier-, Freizeit- und Saurierpark Germendorf, Deutschland[1]
- DinoPark in der Gartenschau Kaiserslautern, Kaiserslautern, seit 2004
- Dinosaurier-Park Münchehagen (Dinopark) in Rehburg-Loccum, Deutschland (nach eigenen Angaben weltweit größtes Dinosaurier-Freilichtmuseum)
- Dinosaurier-Park Altmühltal, Dinosaurier Freiluft-Museum in Denkendorf (Oberbayern), seit 2016
- Dinopark Teufelsschlucht, in Ernzen, Rheinland-Pfalz
- Dinosaurierland Rügen auf Rügen, Deutschland, ab 2008
- Urzeitpark Sebnitz, Deutschland
- Gondwana – Das Praehistorium in Schiffweiler, Deutschland, ab 2008
- Traumlandpark in Bottrop-Kirchhellen, Deutschland, 1977–1991, danach als DinoPark im Bavaria Filmpark, seit Ende 1994 geschlossen.
- Dino Zoo in Metelen, Deutschland, seit 2019[2]

### Frankreich
- Dino-Zoo du Doubs in Charbonnières-les-Sapins, Frankreich

### Griechenland
- dinosauria park, Gournes/Iraklio, Insel Kreta, Griechenland

### Italien
- Prähistorischer Park Rivolta d’Adda, Rivolta d’Adda, Lombardei, Italien
- Parco Preistorico, Peccioli, Toskana, Italien

### Österreich
- Styrassic Park in Bad Gleichenberg, Steiermark, seit 1999
- Saurierpark Traismauer in Traismauer, Niederösterreich, 1989–2010, ab 2005 als Jurassic Island[3]
- DINO Tattendorf im Dumba Park, Niederösterreich, seit 2017[4]
- Familienpark HUBHOF in Aggsbach Markt, Niederösterreich, seit 1980[5]
- Dinopark Agrarium in Steinerkirchen, Oberösterreich, seit 1993[6], ab 2025 als Time Out - Der Familien- und Freizeitpark[7]
- Dinoland Katzenberg in Kirchdorf am Inn, Oberösterreich, seit 2022[8]

### Polen
- Zaginiony świat in Bydgoszcz, Polen - Leśny Park Kultury i Wypoczynku w Bydgoszczy
- Bałtów Jurassic Park im Powiat Ostrowiecki, Polen
- Zaurolandia in Rogowo, Polen
- Dinozatorland in Zator, Polen

### Spanien
- Dinopark, Playa de Palma, Mallorca, Spanien

### Schweiz
- Saurierpark in Réclère, mit Tropfsteinhöhle in Réclère, Schweiz

### Slowakei
- Dinopark Bratislava in Bratislava, Slowakei, 2004–2021[9]

### Tschechien
- DinoPark Pilsen in Plzeň, Tschechien

### Vereinigtes Königreich
- Dinosaur Court ab 1854, in London, England, im Crystal Palace Park
- Dinosaurierpark beim Höhlensystem Dan yr Ogof im Brecon-Beacons-Nationalpark im Süden Wales'

## USA
- Dinosaur Park in Rapid City, South Dakota, ab 1936
- Dinosaur Gardens Prehistorical Zoo in Ossineke, Michigan, ab 1930er Jahre
- Cabazon Dinosaurs in Cabazon, Kalifornien
- Dinosaur World (Arkansas) (1960er–2005)
- Dinosaur World (Florida) in Plant City, Florida ab 1998
- Bongoland in Port Orange, Florida, jetzt im Gelände vom Dunlawton Plantation and Sugar Mill

sowie:
- World of Dinosaurs: Wanderausstellung mit in Europa.